# Tris(2-ethylhexyl)trimellitat
Tris(2-ethylhexyl)trimellitat ist ein Weichmacher, der als Ersatz von Phthalaten eingesetzt wird. Es handelt sich um ein Derivat der Trimellitsäure.

## Eigenschaften
Tris(2-ethylhexyl)trimellitat ist eine brennbare, schwer entzündbare, gelbliche Flüssigkeit, die praktisch unlöslich in Wasser ist.

## Verwendung
TOTM wird als Weichmacher in PVC-Teilen wie Schläuchen, Kabel- und Drahtummantelungen sowie in Innenanwendungen von Fahrzeugen eingesetzt. Es dient auch als Additiv in Druckereichemikalien. Es ist einer der wenigen Weichmacher die in PVC-Medizinprodukten eingesetzt werden.

## Sicherheitshinweise/Toxikologie
Die nicht flüchtige Chemikalie ist für Säuger ungiftig.
Tris(2-ethylhexyl)trimellitat wurde 2012 von der EU gemäß der Verordnung (EG) Nr. 1907/2006 (REACH) im Rahmen der Stoffbewertung in den fortlaufenden Aktionsplan der Gemeinschaft (CoRAP) aufgenommen. Hierbei werden die Auswirkungen des Stoffs auf die menschliche Gesundheit bzw. die Umwelt neu bewertet und ggf. Folgemaßnahmen eingeleitet. Ursächlich für die Aufnahme von Tris(2-ethylhexyl)trimellitat waren die Besorgnisse bezüglich hoher (aggregierter) Tonnage und weit verbreiteter Verwendung sowie der Gefahren ausgehend von einer möglichen Zuordnung zur Gruppe der PBT/vPvB-Stoffe. Die Neubewertung läuft seit 2012 und wird von Österreich durchgeführt.